# Dăești (gmina)
Dăești – gmina w Rumunii, w okręgu Vâlcea. Obejmuje miejscowości Băbuești, Dăești, Fedeleșoiu i Sânbotin. W 2011 roku liczyła 2899 mieszkańców.